# Sekundærrute 163
Sekundærrute 163 er en rutenummereret landevej på Fyn.

Landevejen strækker sig fra Nyborg, ved motorvejafkørsel 45 (E45), lige ved Storebæltsbroen til Svendborg via blandt andet Oure. Vejen er 34 kilometer lang, cirka.